# Betula glandulosa
Betula glandulosa är en tvåhjärtbladiga växtart som beskrevs av André Michaux. Betula glandulosa ingår i släktet björkar, och familjen björkväxter. Inga underarter finns listade i Catalogue of Life.

## Bildgalleri

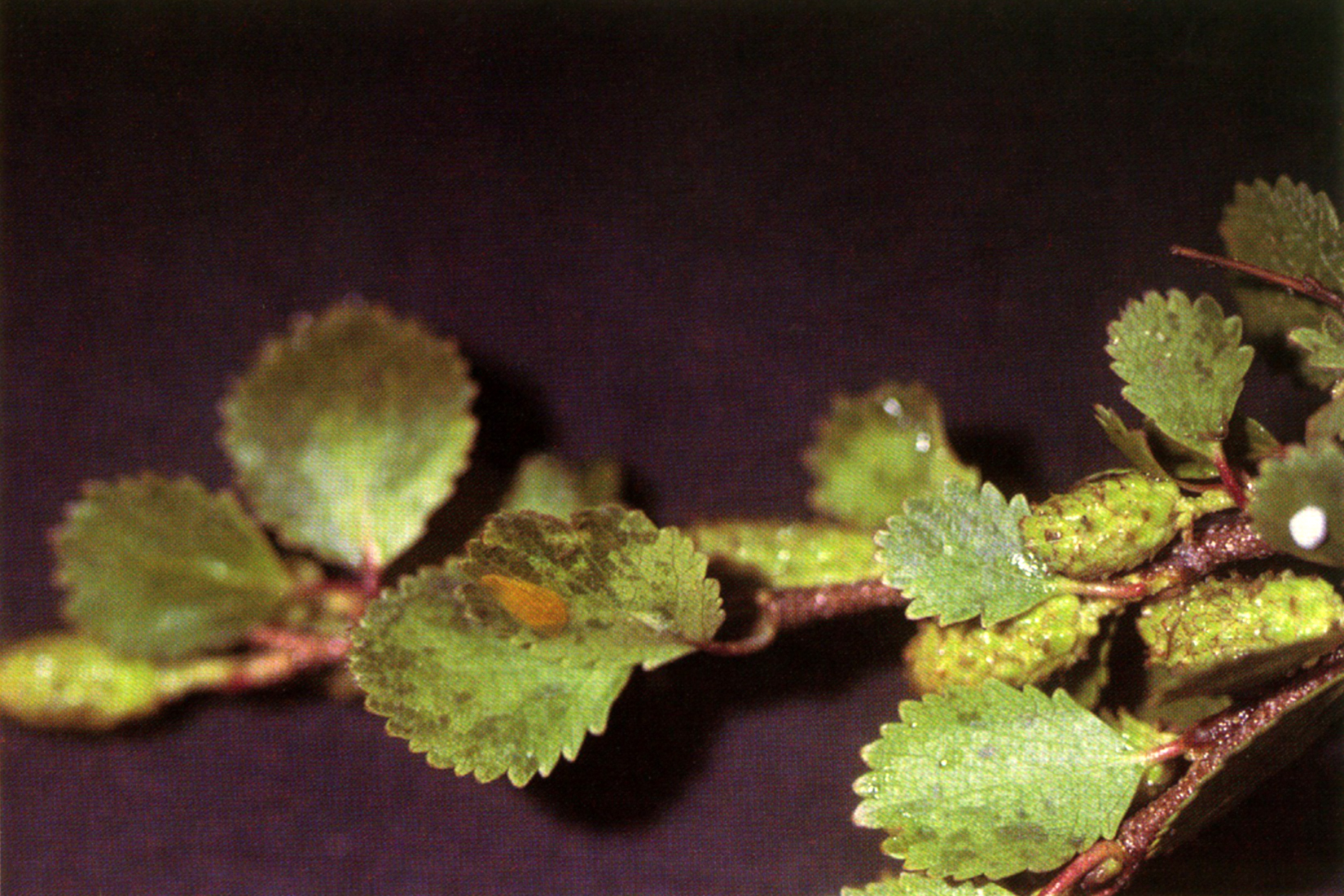